# Thomas Neill
Thomas Neill (Hong Kong, 9 de junio de 2002) es un deportista australiano que compite en natación, especialista en el estilo libre.
Participó en dos Juegos Olímpicos de Verano, obteniendo dos medallas de bronce, en Tokio 2020 y París 2024, ambas en el relevo 4 × 200 m libre.
Ganó una medalla de bronce en el Campeonato Mundial de Natación de 2023 y tres medallas de plata en el Campeonato Mundial de Natación en Piscina Corta de 2022.

## Palmarés internacional
| Juegos Olímpicos                    | Juegos Olímpicos      | Juegos Olímpicos  | Juegos Olímpicos |
| Año                                 | Lugar                 | Medalla           | Prueba           |
| ----------------------------------- | --------------------- | ----------------- | ---------------- |
| 2020                                | Tokio (Japón)         | Medalla de bronce | 4 × 200 m libre  |
| 2024                                | París (Francia)       | Medalla de bronce | 4 × 200 m libre  |
| Campeonato Mundial                  |                       |                   |                  |
| Año                                 | Lugar                 | Medalla           | Prueba           |
| 2023                                | Fukuoka (Japón)       | Medalla de bronce | 4 × 200 m libre  |
| Campeonato Mundial en Piscina Corta |                       |                   |                  |
| Año                                 | Lugar                 | Medalla           | Prueba           |
| 2022                                | Melbourne (Australia) | Medalla de plata  | 400 m libre      |
| 2022                                | Melbourne (Australia) | Medalla de plata  | 4 × 100 m libre  |
| 2022                                | Melbourne (Australia) | Medalla de plata  | 4 × 200 m libre  |